# 인구통계 건강조사
인구통계 건강조사(Demographic and Health Surveys, DHS)는 개발도상국의 인구와 건강에 대한 정확한 데이터를 수집하고 배포하는 단체이다. 이 프로젝트는 ICF 인터내셔널이 시행하고 미국 국제개발처가 지원하며 유엔 아동 기금, 유엔 인구 기금, 세계 보건 기구, 그리고 유엔 에이즈 합동 계획 등의 기부자들이 기여하였다.
DHS는 MICS (Multiple Indicator Cluster Surveys)와 유사한 부분이 많으며 조사들을 개발하고 지원하는 기술진들은 서로 협력 관계에 있다.
2013년 9월부터 ICF 인터내셔널은 DHS의 데이터의 접근과 사용을 확대하기 위해 7개의 국제적인 경험이 많은 조직들과 (존 홉킨스 공중보건 센터 블룸버그 스쿨, 세계보건기구 백신안전성 위원회 (PATH), 아비니르 헬스, 비스노바, 블루 라스터, 키메트리카, 엔컴파스) 파트너 관계를 맺고 있다.